# E-40 (Rapper)

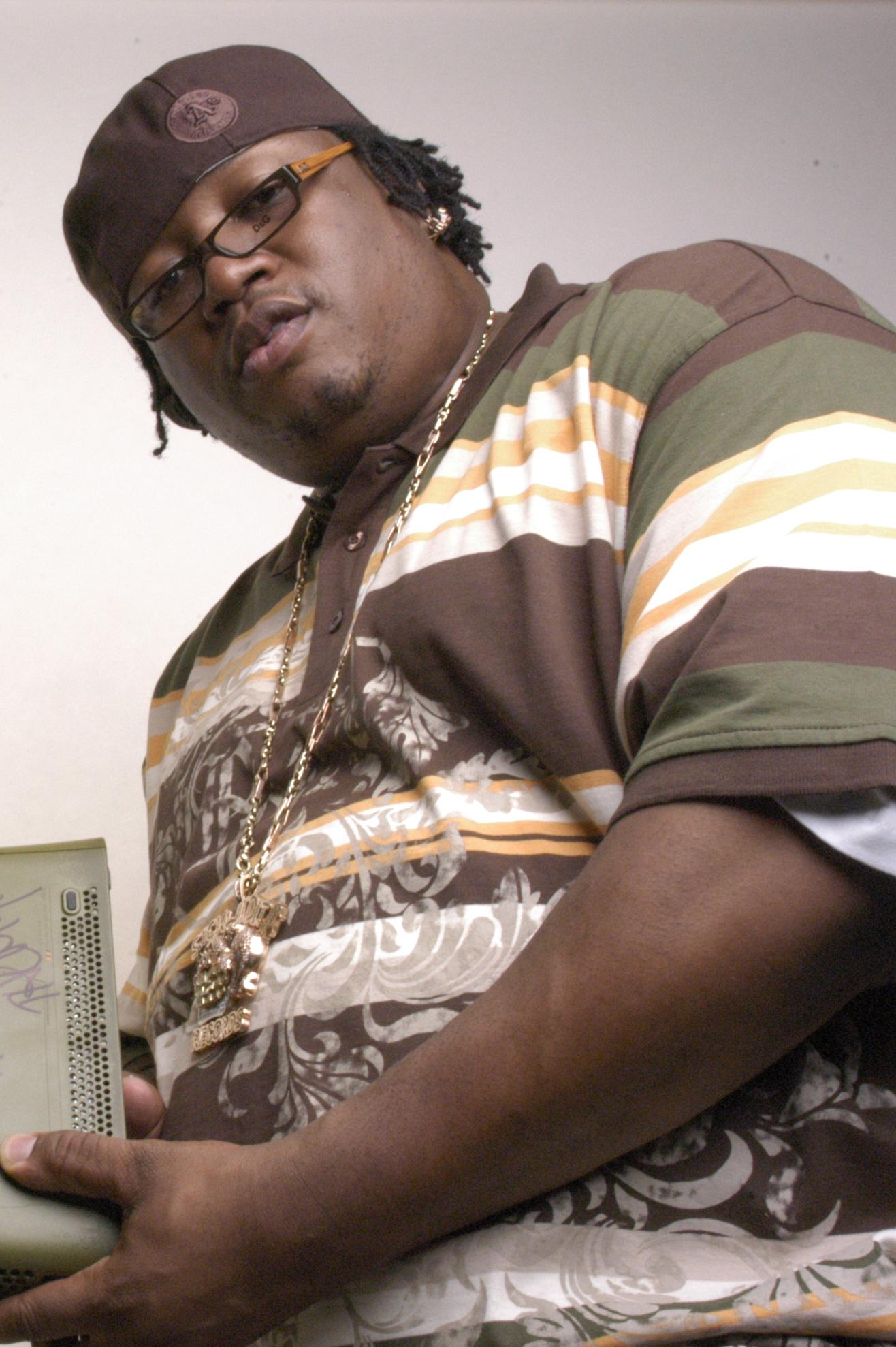
E-40, 2007

E-40 (* 15. November 1967 in Vallejo, Kalifornien; bürgerlich Earlington Reginald Stevens III) ist ein US-amerikanischer Rapper aus der San Francisco Bay Area. Sein Album In a Major Way (1995) wurde in den USA mit einer Platin-Schallplatte ausgezeichnet, mit drei weiteren Alben erreichte er Goldstatus.
Der Rapper nutzt eine Vielzahl von Namen. Neben seinem Künstlernamen E-40 ist er auch unter den Spitznamen Charlie Hustle, E-Bonics, 40 Fonzarelli, The Ambassador of the Bay, The Ballatician, 40 Belafonte, E-Pheezy, Fortywater und Earl Poppin’ His Collar bekannt.
Earl wählte die „40“ in „E-40“ als Anspielung auf die „40s“ – in der amerikanischen Umgangssprache eine Glasflasche für Malzgetränke oder Bier, die 40 Flüssigunzen enthält. Das „E“ wurde aus Earls Vornamen abgeleitet.

## Karriere
Nach einer Talent-Show an der Grambling State University entschieden E-40 und sein Cousin B-Legit, eine Rap-Karriere zu versuchen. Sie zogen zurück nach Vallejo und schlossen sich mit D-Shot, dem Bruder von E-40, zusammen, um die Gruppe Most Valuable Players zu gründen. Der Onkel von E-40, Saint Charles, war Gospel-Sänger und half ihnen dabei Aufnahmen herauszubringen. E-40s Schwester, Suga T, trat später der Gruppe bei, um The Click zu gründen.
Nach der Veröffentlichung des ersten Albums von The Click (Down and Dirty), erschien E-40s Solo-Debütalbum. Von 1994 bis 2003 war er bei Jive Records unter Vertrag.
E-40 veröffentlichte, wenn die Alben mit The Click mitgezählt werden, über zehn Alben. Er erschien in zahlreichen Film-Soundtracks und hatte Gastauftritte auf Alben befreundeter Rapper.

## Diskografie

### Studioalben
| Jahr | Titel Musiklabel                                                         | Höchstplatzierung, Gesamtwochen, AuszeichnungChartsChartplatzierungen (Jahr, Titel, Musiklabel, Platzierungen, Wochen, Auszeichnungen, Anmerkungen) | Anmerkungen                             |
| Jahr | Titel Musiklabel                                                         | US | Anmerkungen                             |
| ---- | ------------------------------------------------------------------------ | --- | --------------------------------------- |
| 1993 | Federal Zomba Recording                                                  | — | Erstveröffentlichung: 10. November 1993 |
| 1995 | In A Major Way Zomba Recording                                           | US13 Platin · (23 Wo.)US | Erstveröffentlichung: 14. März 1995     |
| 1996 | Tha Hall of Game Zomba Recording                                         | US4 Gold · (20 Wo.)US | Erstveröffentlichung: 29. Oktober 1996  |
| 1998 | The Element of Surprise Zomba Recording                                  | US13 Gold · (9 Wo.)US | Erstveröffentlichung: 11. August 1998   |
| 1999 | Charlie Hustle: The BluePrint of a Self-Made Millionaire Zomba Recording | US28 (6 Wo.)US | Erstveröffentlichung: 9. November 1999  |
| 2000 | Loyalty and Betrayal Zomba Recording                                     | US18 (6 Wo.)US | Erstveröffentlichung: 10. Oktober 2000  |
| 2002 | Grit & Grind Zomba Recording                                             | US13 (10 Wo.)US | Erstveröffentlichung: 25. Juni 2002     |
| 2003 | Breakin News Zomba Recording                                             | US16 (1 Wo.)US | Erstveröffentlichung: 9. September 2003 |
| 2006 | My Ghetto Report Card Warner Music                                       | US3 Platin · (1 Wo.)US | Erstveröffentlichung: 14. März 2006     |
| 2008 | The Ball Street Journal Reprise Records / Warner Music                   | US42 (10 Wo.)US | Erstveröffentlichung: 24. November 2008 |
| 2010 | Revenue Retrievin’: Day Shift Heavy On The Grind                         | US47 (4 Wo.)US | Erstveröffentlichung: 30. März 2010     |
| 2010 | Revenue Retrievin’: Night Shift Heavy On The Grind                       | US49 (4 Wo.)US | Erstveröffentlichung: 30. März 2010     |
| 2011 | Revenue Retrievin’: Overtime Shift Heavy On The Grind                    | US42 (2 Wo.)US | Erstveröffentlichung: 29. März 2011     |
| 2011 | Revenue Retrievin’: Graveyard Shift Heavy On The Grind                   | US40 (2 Wo.)US | Erstveröffentlichung: 29. März 2011     |
| 2012 | The Block Brochure: Welcome to the Soil 1 Heavy On The Grind             | US59 (2 Wo.)US | Erstveröffentlichung: 26. März 2012     |
| 2012 | The Block Brochure: Welcome to the Soil 2 Heavy On The Grind             | US58 (2 Wo.)US | Erstveröffentlichung: 26. März 2012     |
| 2012 | The Block Brochure: Welcome to the Soil 3 Heavy On The Grind             | US71 (1 Wo.)US | Erstveröffentlichung: 26. März 2012     |
| 2013 | The Block Brochure: Welcome to the Soil 4 Heavy On The Grind             | US136 (1 Wo.)US | Erstveröffentlichung: 10. Dezember 2013 |
| 2013 | The Block Brochure: Welcome to the Soil 5 Heavy On The Grind             | US140 (1 Wo.)US | Erstveröffentlichung: 10. Dezember 2013 |
| 2013 | The Block Brochure: Welcome to the Soil 6 Heavy On The Grind             | US151 (1 Wo.)US | Erstveröffentlichung: 10. Dezember 2013 |
| 2014 | Sharp on All 4 Corners: Corner 1 Heavy On The Grind                      | US61 (1 Wo.)US | Erstveröffentlichung: 9. Dezember 2014  |
| 2014 | Sharp on All 4 Corners: Corner 2 Heavy On The Grind                      | US197 (1 Wo.)US | Erstveröffentlichung: 9. Dezember 2014  |
| 2016 | The D-Boy Diary: Book 1 Heavy On The Grind                               | US178 (1 Wo.)US | Erstveröffentlichung: 18. November 2016 |
| 2016 | The D-Boy Diary: Book 2 Heavy On The Grind                               | — | Erstveröffentlichung: 18. November 2016 |
| 2018 | The Gift of Gab Heavy On The Grind                                       | — | Erstveröffentlichung: 24. August 2018   |
| 2019 | Practice Makes Paper Heavy On The Grind                                  | US65 (1 Wo.)US | Erstveröffentlichung: 26. Juli 2019     |
| 2023 | Rule on Thumb: Rule 1 Heavy On The Grind                                 | — | Erstveröffentlichung: 7. Juli 2023      |

### Kollaboalben
| Jahr | Titel Musiklabel                           | Höchstplatzierung, Gesamtwochen, AuszeichnungChartsChartplatzierungen (Jahr, Titel, Musiklabel, Platzierungen, Wochen, Auszeichnungen, Anmerkungen) | Anmerkungen                                          |
| Jahr | Titel Musiklabel                           | US | Anmerkungen                                          |
| ---- | ------------------------------------------ | --- | ---------------------------------------------------- |
| 2012 | History: Function Music Heavy On The Grind | US62 (1 Wo.)US | Erstveröffentlichung: 6. November 2012 mit Too Short |
| 2012 | History: Mob Music Heavy On The Grind      | US71 (1 Wo.)US | Erstveröffentlichung: 6. November 2012 mit Too Short |
| 2018 | Connected and Respected Heavy On The Grind | US103 (1 Wo.)US | Erstveröffentlichung: 6. April 2018 mit B-Legit      |

### Kompilationen
| Jahr | Titel                                                                   | Höchstplatzierung, Gesamtwochen, AuszeichnungChartsChartplatzierungen (Jahr, Titel, Platzierungen, Wochen, Auszeichnungen, Anmerkungen) | Anmerkungen                              |
| Jahr | Titel                                                                   | US | Anmerkungen                              |
| ---- | ----------------------------------------------------------------------- | --- | ---------------------------------------- |
| 2004 | The Best of E-40: Yesterday, Today & Tomorrow Zomba Recording           | US133 (1 Wo.)US | Erstveröffentlichung: 24. August 2004    |
| 2010 | Revenue Retrievin’: Day Shift / Night Shift Heavy On The Grind          | US130 (1 Wo.)US | Erstveröffentlichung: 2010               |
| 2011 | Revenue Retrievin’: Overtime Shift / Graveyard Shift Heavy On The Grind | US174 (1 Wo.)US | Erstveröffentlichung: 2011               |
| 2012 | The Block Brochure: Welcome to the Soil 1, 2 & 3 Heavy On The Grind     | US44 (1 Wo.)US | Erstveröffentlichung: 2012               |
| 2012 | History: Mob Music and Function Music Heavy On The Grind                | US97 (1 Wo.)US | Erstveröffentlichung: 2012 mit Too Short |

### EPs
| Jahr | Titel Musiklabel             | Höchstplatzierung, Gesamtwochen, AuszeichnungChartsChartplatzierungen (Jahr, Titel, Musiklabel, Platzierungen, Wochen, Auszeichnungen, Anmerkungen) | Anmerkungen                              |
| Jahr | Titel Musiklabel             | US | Anmerkungen                              |
| ---- | ---------------------------- | --- | ---------------------------------------- |
| 1993 | The Mail Man Zomba Recording | US131 (5 Wo.)US | Erstveröffentlichung: 28. September 1993 |

### Singles
| Jahr | Titel Album                                        | Höchstplatzierung, Gesamtwochen, AuszeichnungChartplatzierungen (Jahr, Titel, Album, Platzierungen, Wochen, Auszeichnungen, Anmerkungen) | Höchstplatzierung, Gesamtwochen, AuszeichnungChartplatzierungen (Jahr, Titel, Album, Platzierungen, Wochen, Auszeichnungen, Anmerkungen) | Höchstplatzierung, Gesamtwochen, AuszeichnungChartplatzierungen (Jahr, Titel, Album, Platzierungen, Wochen, Auszeichnungen, Anmerkungen) | Anmerkungen                                                       |
| Jahr | Titel Album                                        | DE | UK | US | Anmerkungen                                                       |
| ---- | -------------------------------------------------- | --- | --- | --- | ----------------------------------------------------------------- |
| 1994 | Captain Save a Hoe The Mail Man                    | — | — | US94 (2 Wo.)US | Erstveröffentlichung: 27. Juli 1994 feat. The Click               |
| 1995 | 1-Luv In a Major Way                               | — | — | US71 (14 Wo.)US | Erstveröffentlichung: 25. Februar 1995 feat. Leviti               |
| 1995 | Sprinkle Me In a Major Way                         | — | — | US44 (13 Wo.)US | Erstveröffentlichung: 20. Mai 1995 feat. Suga T                   |
| 1996 | Things’ll Never Change Tha Hall of Game            | DE95 (2 Wo.)DE | UK98 (1 Wo.)UK | US29 (14 Wo.)US | Erstveröffentlichung: 18. September 1996 feat. Bo-Rock            |
| 2006 | Tell Me When to Go My Ghetto Report Card           | — | — | US35 Platin · (15 Wo.)US | Erstveröffentlichung: 1. Februar 2006 feat. Keak da Sneak         |
| 2006 | U and Dat My Ghetto Report Card                    | — | — | US13 ×2Doppelplatin + Gold (Mastertone) · (25 Wo.)US                                                                                     | Erstveröffentlichung: 2. Mai 2006 feat. T-Pain & Kandi Girl       |
| 2012 | Function The Block Brochure: Welcome to the Soil 2 | — | — | US— GoldUS | Erstveröffentlichung: 17. Februar 2012 feat. YG, Iamsu! & Problem |
| 2014 | I Don’t Fuck With You Dark Sky Paradise            | DE95 Gold · (1 Wo.)DE | UK67 Platin · (13 Wo.)UK | US11 ×9Neunfachplatin · (9 Wo.)US | Erstveröffentlichung: 19. September 2014 Big Sean feat. E-40      |
| 2014 | Choices (Yup) Sharp on All 4 Corners: Corner 1     | — | — | US— ×2DoppelplatinUS | Erstveröffentlichung: 31. Oktober 2014                            |
| 2015 | Saved Free TC                                      | — | — | US81 Platin · (8 Wo.)US | Erstveröffentlichung: 16. Oktober 2015 Ty Dolla Sign feat. E-40   |
| 2016 | Law The Art of Hustle                              | — | — | US79 Platin · (9 Wo.)US | Erstveröffentlichung: 28. März 2016 Yo Gotti feat. E-40           |

Weitere Lieder
- 2011: My Shit Bang (US: Gold)
- 2016: Dope Dealer (Schoolboy Q feat. E-40; US: Gold)